# Ekstraliga polska w rugby union (2019/2020)
Ekstraliga polska w rugby union (2019/2020) – sześćdziesiąty czwarty sezon najwyższej klasy rozgrywek klubowych rugby union drużyn piętnastoosobowych mężczyzn w Polsce, przerwany w wyniku pandemii COVID-19 i zakończony bez przyznania tytułu mistrzowskiego.

## System rozgrywek
Rozgrywki zaplanowano w systemie jesień – zima i podzielono na dwie fazy: zasadniczą i finałową.
W fazie zasadniczej wszystkie drużyny ligi miały rozgrywać mecze systemem każdy z każdym, mecz i rewanż (runda jesienna i runda wiosenna). Za zwycięstwo drużyna otrzymywała 4 punkty, za remis 2 punkty, a za porażkę 0 punktów. Ponadto otrzymywały 1 punkt bonusowy – za zdobycie co najmniej 4 przyłożeń lub za porażkę nie więcej niż siedmioma punktami. Walkower miał oznaczać wynik 25:0 oraz przyznanie zwycięskiej drużynie 5 punktów, a przegranej odjęcie 1 punktu. W przypadku równej ilości dużych punktów w tabeli ligowej, o klasyfikacji decydowały kolejno: bilans bezpośrednich spotkań (mała tabela, uwzględniająca również punkty bonusowe), korzystniejszy bilans małych punktów, większa liczba zdobytych małych punktów, mniejsza liczba wykluczeń definitywnych, mniejsza liczba wykluczeń czasowych, losowanie.
W fazie finałowej zaplanowano dwa spotkania: drużyny sklasyfikowane na pierwszym i drugim miejscu tabeli fazy zasadniczej miały spotkać się w meczu finałowym, którego stawką było mistrzostwo Polski, a drużyny z trzeciego i czwartego miejsca – w meczu o trzecie miejsce. Gospodarzami tych spotkań miały być w obu przypadkach drużyny sklasyfikowane na wyższych miejscach w tabeli ligowej (czyli odpowiednio drużyny z pierwszego i trzeciego miejsca). W przypadku remisu o zwycięstwie miał decydować konkurs kopów na bramkę.
Początkowo planowano, że do I ligi spadnie automatycznie ostatnia drużyna fazy zasadniczej, a przedostatnia rozegra mecz barażowy o prawo do gry w Ekstralidze w kolejnym sezonie ze zwycięzcą I ligi. Gospodarzem tego spotkania miała być drużyna, która broni się przed spadkiem z Ekstraligi. Zaplanowano zmniejszenie liczby drużyn w Ekstralidze od kolejnego sezonu do ośmiu. Jednak w przerwie zimowej zmieniono regulamin rozgrywek i ustalono, że liczba drużyn w Ekstralidze w kolejnym sezonie będzie wynosiła 10 – żadna drużyna nie spadnie z Ekstraligi, a mistrz I ligi awansuje do niej bez rozgrywania barażu.
Od rundy wiosennej wprowadzono wymóg, aby w protokole meczowym w danej drużynie znalazło się co najmniej trzech zawodników urodzonych w 1998 lub młodszych, w tym co najmniej jeden urodzony w 2000 lub młodszy.

## Uczestnicy rozgrywek
Planowano organizację rozgrywek z udziałem 10 drużyn (9 najlepszych drużyn Ekstraligi z poprzedniego sezonu i zwycięzca barażu pomiędzy ostatnią drużyną Ekstraligi i zwycięzcą I ligi). Jednak z udziału w rozgrywkach tuż przed rozpoczęciem sezonu zrezygnowała drużyna KS Budowlani Łódź. Przyczyną rezygnacji były m.in. kłopoty kadrowe spowodowane wycofaniem się reprezentujących dotąd Budowlanych zawodników Posnanii Poznań w związku z decyzją ich macierzystego klubu o ponownym przystąpieniu do rozgrywek ligowych. Z kolei drużyna broniąca tytułu wicemistrzowskiego w związku z decyzją Polskiego Związku Rugby zmieniła przed sezonem nazwę z Budowlani SA Łódź na Master Pharm Rugby Łódź. Ponadto w przerwie zimowej drużyna KS Budowlani Lublin w związku z zawartą umową sponsorską zaczęła posługiwać się nazwą Edach Budowlani Lublin.
Uczestnicy rozgrywek:
| Drużyna                 | Lokata w poprzednim sezonie Ekstraligi |
| ----------------------- | -------------------------------------- |
| MKS Ogniwo Sopot        | 1                                      |
| Master Pharm Rugby Łódź | 2                                      |
| MKS Pogoń Siedlce       | 3                                      |
| OKS Skra Warszawa       | 4                                      |
| KS Budowlani Lublin     | 5                                      |
| RC Orkan Sochaczew      | 6                                      |
| RzKS Juvenia Kraków     | 7                                      |
| RC Lechia Gdańsk        | 9                                      |
| RC Arka Gdynia          | 10                                     |

## Faza zasadnicza
Początek rozgrywek fazy zasadniczej zaplanowano na 31 sierpnia 2019, a koniec na 31 maja 2020. Z uwagi na wycofanie się jednej drużyny z rozgrywek i nieparzystą liczbę drużyn, w każdej kolejce jeden z zespołów pauzował. W sezonie tym po raz pierwszy w historii zorganizowano regularne transmisje telewizyjne meczów (po jednym w każdej kolejce spotkań) – wcześniej transmitowane były mecze finałowe, jedynie w 2018 ponadto dwa mecze fazy zasadniczej. Transmisje zaplanowano w kanale Polsat Sport Fight, a koszty ich realizacji ponosiły wspólnie kluby Ekstraligi. Za faworytów rozgrywek uznawano przed sezonem medalistów z poprzedniego sezonu (Ogniwo Sopot, Rugby Łódź i Pogoń Siedlce), które dysponowały najwyższymi budżetami w lidze (po około 1 mln zł).
Po rundzie jesiennej liderem tabeli ekstraligowej była drużyna Rugby Łódź, która odniosła w tej części sezonu komplet zwycięstw. Niespodzianką była dobra postawa Juvenii Kraków, która m.in. pokonała obrońców tytułu mistrzowskiego, Ogniwo Sopot. W przerwie zimowej liderujący klub spotkały jednak kłopoty – nie otrzymał na rundę wiosenną dotacji od miasta, która stanowiła dotąd istotny element jego budżetu.
Po rozegraniu pierwszej kolejki rundy rewanżowej rozgrywki ligowe zostały przerwane w związku z pandemią COVID-19, a 31 marca 2020 Zarząd Polskiego Związku Rugby zdecydował o rezygnacji z dokończenia sezonu i nieprzyznawaniu w roku 2020 tytułu mistrza Polski. Komisja Gier i Dyscypliny Polskiego Związku Rugby 27 kwietnia 2020 zadecydowała o ustaleniu ostatecznej kolejności drużyn w sezonie, zgodnie z wynikami po rundzie jesiennej, bez uwzględniania wyników trzech meczów rozegranych w rundzie wiosennej.
Wyniki spotkań (mecze rundy wiosennej – w kolorze zielonym):
|                         | Ogniwo Sopot | Master Pharm Rugby Łódź | Awenta Pogoń Siedlce | Skra Warszawa | Edach Budowlani Lublin | Orkan Sochaczew | Juvenia Kraków | Lechia Gdańsk | Arka Gdynia |
| Ogniwo Sopot            | –            | 11:13                   | –                    | 36:17         | –                      | 34:13           | –              | –             | 31:3        |
| Master Pharm Rugby Łódź | –            | –                       | 27:13                | –             | 80:8                   | –               | 29:23          | 40:19         | 73:7        |
| Awenta Pogoń Siedlce    | 10:13        | –                       | –                    | 34:14         | –                      | 27:10           | –              | –             | 54:19       |
| Skra Warszawa           | –            | 23:39                   | –                    | –             | 57:10                  | 20:16           | 43:29          | 11:18         | 71:14       |
| Edach Budowlani Lublin  | 18:38        | –                       | 8:30                 | –             | –                      | 10:6            | –              | –             | 29:19       |
| Orkan Sochaczew         | –            | 14:35                   | –                    | –             | 27:15                  | –               | 24:26          | 20:19         | –           |
| Juvenia Kraków          | 36:22        | –                       | 18:26                | 9:15          | 29:14                  | –               | –              | –             | –           |
| Lechia Gdańsk           | 16:22        | –                       | 16:17                | –             | 33:7                   | –               | 19:34          | –             | –           |
| Arka Gdynia             | 5:56         | –                       | –                    | –             | –                      | 22:27           | 12:35          | 5:47          | –           |

Tabela (ostateczna klasyfikacja drużyn na podstawie decyzji Komisji Gier i Dyscypliny Polskiego Związku Rugby – zgodnie ze stanem na zakończenie rundy jesiennej, bez uwzględnienia wyników trzech spotkań rundy wiosennej):
| Pozycja | Drużyna          | Mecze | Wygrane | Remisy | Porażki | Bilans punktów | Punkty bonusowe | Punkty razem |
| ------- | ---------------- | ----- | ------- | ------ | ------- | -------------- | --------------- | ------------ |
| 1.      | Rugby Łódź       | 8     | 8       | 0      | 0       | 336:118        | 5               | 37           |
| 2.      | Ogniwo Sopot     | 8     | 6       | 0      | 2       | 207:126        | 6               | 30           |
| 3.      | Pogoń Siedlce    | 8     | 6       | 0      | 2       | 211:125        | 6               | 30           |
| 4.      | Juvenia Kraków   | 8     | 5       | 0      | 3       | 230:189        | 5               | 25           |
| 5.      | Skra Warszawa    | 8     | 4       | 0      | 4       | 256:196        | 4               | 20           |
| 6.      | Lechia Gdańsk    | 8     | 3       | 0      | 5       | 187:156        | 5               | 17           |
| 7.      | Orkan Sochaczew  | 8     | 3       | 0      | 5       | 151:198        | 2               | 14           |
| 8.      | Budowlani Lublin | 8     | 1       | 0      | 7       | 109:313        | 1               | 5            |
| 9.      | Arka Gdynia      | 8     | 0       | 0      | 8       | 101:367        | 1               | 1            |

Ponadto Skrę Warszawa w meczu rundy wiosennej ukarano odjęciem 1 punktu w tabeli ligowej z powodu za małej liczby młodych graczy w składzie drużyny w meczu 10. kolejki przeciwko Juvenii Kraków.

## Statystyki
Najskuteczniejszym graczem Ekstraligi był z dorobkiem 135 punktów gracz Rugby Łódź Daniel Gdula.

## Puchar Polski Klubów Ekstraligi
Pod koniec sezonu, gdy pojawiła się możliwość prowadzenia rozgrywek, Polski Związek Rugby zorganizował jako „formułę dokończenia szkolenia w formie rywalizacji” rozgrywki o Puchar Polski Klubów Ekstraligi. Zgłosiło się do nich sześć spośród dziewięciu drużyn Ekstraligi: Ogniwo Sopot, Awenta Pogoń Siedlce, Juvenia Kraków, Lechia Gdańsk, Edach Budowlani Lublin i Arka Gdynia. 11 lipca 2020 w finale rozegranym w Łodzi Ogniwo Sopot pokonało Juvenię Kraków 35:3.

## I liga i II liga
Równolegle z rozgrywkami Ekstraligi rywalizowały drużyny na dwóch niższych poziomach ligowych: w I i II lidze. W I lidze uczestniczyło sześć zespołów, a rozgrywki miały być podzielone na dwie fazy. W fazie zasadniczej drużyny miały grać każdy z każdym, mecz i rewanż. W fazie finałowej drużyny miały być podzielone na dwie grupy po trzy zespoły, w ramach których drużyny miały grać każdy z każdym, mecz i rewanż (bez uwzględniania dorobku punktowego z poprzedniej fazy). W grupie play-off miały wystąpić trzy najlepsze drużyny fazy zasadniczej, które miały walczyć o mistrzostwo I ligi i awans do Ekstraligi, a w grupie play-out trzy najsłabsze drużyny fazy zasadniczej, które miały bronić się przed spadkiem do drugiej ligi. Jednak z uwagi na zawieszenie rozgrywek wiosną 2020 związane z pandemią COVID-19 zrezygnowano z fazy play-off i play-out uznając za wiążące wyniki fazy zasadniczej. W II lidze występowało pięć drużyn, które miały rozegrać tylko jedną fazę rozgrywek, grając każdy z każdym, mecz i rewanż. Tutaj z powodu pandemii zrezygnowano z rundy rewanżowej, która miała być rozegrana wiosną.
W rozgrywkach I ligi uczestniczyły Sparta Jarocin, AZS AWF Warszawa, Legia Warszawa, Wataha Zielona Góra, Rugby Białystok i Miedziowi Lubin, natomiast w II lidze Arka Rumia, Alfa Bydgoszcz, Rugby Ruda Śląska, Mazovia Mińsk Mazowiecki i Posnania Poznań. W porównaniu do poprzedniego sezonu z rozgrywek wycofały się dwa zespoły drugoligowe (Chaos Poznań oraz Unia Brześć/Terespol), natomiast do rozgrywek powróciła po kilkuletniej przerwie Posnania Poznań. Oprócz Alfy Bydgoszcz, która spadła z I ligi w poprzednim sezonie, na grę poziom niżej zdecydował się mistrz I ligi z 2019, Arka Rumia. Miejsce Arki w I lidze zajęła druga drużyna II ligi z poprzedniego sezonu, Miedziowi Lubin.
Najlepszą drużyną rozgrywek I ligi okazała się Sparta Jarocin, która dzięki temu awansowała do Ekstraligi. Żadna drużyna nie spadła z I ligi, a z II ligi awansowała Posnania Poznań.
Końcowa klasyfikacja I ligi:
1. Sparta Jarocin
2. AZS AWF Warszawa
3. Rugby Białystok
4. Wataha Zielona Góra
5. Miedziowi Lubin
6. Legia Warszawa

Końcowa klasyfikacja II ligi:
1. Posnania Poznań
2. Arka Rumia
3. Masovia Mińsk Mazowiecki
4. Rugby Ruda Śląska
5. Alfa Bydgoszcz